# فیلیپ یکم (پادشاه فرانسه)
فیلیپ یکُم (زادهٔ ۲۳ مه ۱۰۵۲-درگذشتهٔ ۲۹ ژوئیه ۱۱۰۸) دارای لقب زیبا، از سال ۱۰۶۰ میلادی تا زمان مرگش پادشاه فرانسه بود.

## زندگی
وی از دودمان کاپتی و فرزند هانری یکم و آنِ کیِفی بود. او در هفت‌سالگی به پادشاهی رسید و در آغاز، مادرش کنترل فرمانروایی را به دست گرفت. نام فیلیپ از ریشهٔ یونانیِ Philippos است که معنای دوستدار اسب‌ها را می‌دهد. وی در ۱۰۷۷ با ویلیام فاتح، که می‌کوشید بر دوک‌نشین بریتانی چیره شود، آشتی کرد. او در ۱۰۸۲ میلادی، وِکسَن را به مرزهایش افزود و در ۱۱۰۰ میلادی بر بورژ چیره شد. نخستین جنگ صلیبی در روزگار او رخ داد، اگرچه وی به دلیل ستیزه با پاپِ آن زمان برای انجامش هم‌داستان نبود. فیلیپ یکم در دژ مولن درگذشت و برپایهٔ وصیت خودش وی را در صومعه فلوری، سن بنویت-سور-لوآر و نه در کلیسای سن-دنی، که آرامگاه نیاکانش بود، به خاک سپردند.